# Perissodus
Perissodus is een geslacht van straalvinnige vissen uit de familie van de cichliden (Cichlidae).

## Soorten
- Perissodus eccentricus Liem & Stewart, 1976
- Perissodus microlepis Boulenger, 1898